# 두 개의 얼굴
두 개의 얼굴(I Was Monty's Double)은 영국에서 제작된 존 길러민 감독의 1958년 드라마, 전쟁 영화이다. M.E. 클리프톤-제임스 등이 주연으로 출연하였고 맥스웰 세턴 등이 제작에 참여하였다.

## 출연

### 주연
- M.E. 클리프톤-제임스
- 존 밀스
- 세실 파커
- 바바라 힉스

### 조연
- 마이클 홀든
- 레슬리 필립스
- 마리우스 고링
- 제임스 헤이터
- 브라이언 포브스
- 월터 고텔
- 모린 코넬
- 베라 데이
- 시드 제임스
- 존 르 메주리어
- 패트릭 홀트
- 케네스 J. 워렌
- 로널드 윌슨
- 만 메이트랜드
- 로니 스티븐스
- 데이비드 로지
- 다이아나 보몬트
- 빅터 매던
- 맥도널드 파키
- 던컨 라몽
- 알피 베스
- 프레더릭 제거
- 해리 파울러
- 패트릭 앨런

## 제작진
- 원작자: M.E. 클리프톤-제임스
- 협력프로듀서: 존 파머
- 미술: 윌프레드 싱글레톤
- 배역: 데이빗 부스